# Draco melanopogon
Espèce
Synonymes
- Draco nigriappendiculatus Bartlett, 1895

Draco melanopogon est une espèce de sauriens de la famille des Agamidae.

## Répartition
Cette espèce se rencontre dans le sud de la Thaïlande, en Malaisie péninsulaire, à Singapour et en Indonésie à Sumatra, au Kalimantan et à Natuna.

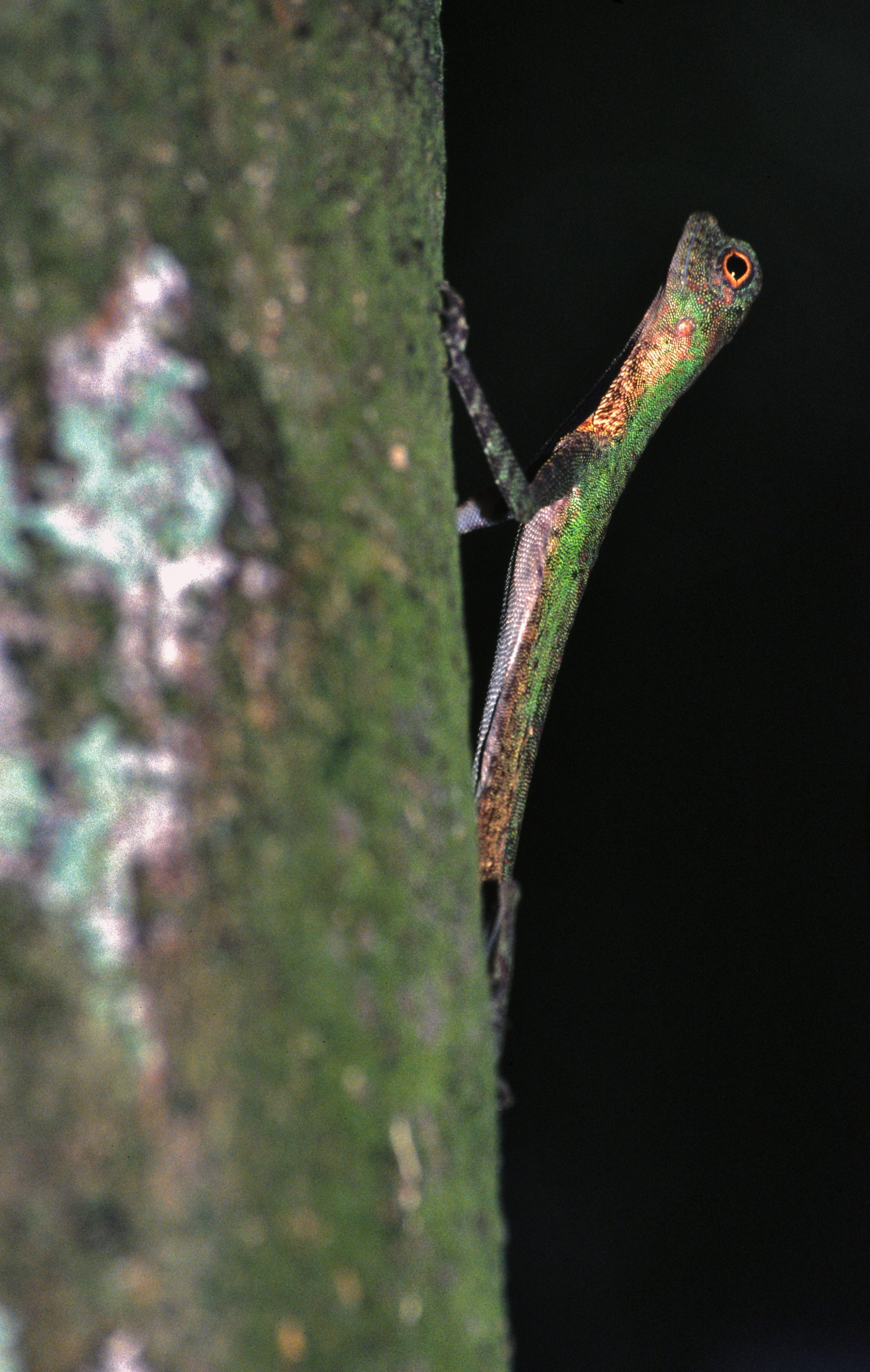

## Liste des sous-espèces
Selon The Reptile Database (20 avril 2012) :
- Draco melanopogon melanopogon Boulenger, 1887
- Draco melanopogon nigriappendiculatus Bartlett, 1895

## Publications originales
- Bartlett, 1895 : The crocodiles and lizards of Borneo in the Sarawak Museum, with descriptions of supposed new species, and the variation of colours in the several species during life. Journal of the Straits Branch Royal Asiatic Society Singapore, vol. 28, p. 73-96 (texte intégral).
- Boulenger, 1887 : Catalogue of the Lizards in the British Museum (Nat. Hist.) III. Lacertidae, Gerrhosauridae, Scincidae, Anelytropsidae, Dibamidae, Chamaeleontidae. London, p. 1-575 (texte intégral).